# 上官乱
上官乱（1986年—），本名凌怡，中国大陸作家、网红，现居台湾。

## 生平
上官乱于1986年生于中国四川省成都市。大学时期就读新闻传媒专业，毕业后曾在媒体行业工作，后来成为自由作家。2011年后因为声援中国异议人士和参加中国茉莉花活动被警方传唤，2013年因为参与抗議PX石化項目被中国警方带走。
2021年，因婚姻缘故移居台湾。現任自由亞洲電臺「亞洲很想聊」節目的聯合主持人。

## 出版物
- 《这样走，才能看见真台湾》，海南出版社，2017年[6]

## 外部鏈結
- YouTube上的上官乱頻道
- 上官乱的X（前Twitter）
- 上官乱｜乱品台湾 （页面存档备份，存于）－自由亞洲電台專欄